# Kína haditengerészete

Kínai hadiflotta

A Kínai Haditengerészet (egyszerűsített kínai: 中国人民解放军海军; tradicionális kínai: 中國人民解放軍海軍; Pinjin: Zhōngguó Rénmín Jiěfàngjūn Hǎijūn) Kína haderejének egyik haderőneme.
Létszáma több mint 250 000 főt számlál, beleértve a 35 000 fős partvédelmi erőket és az 56 000 fős tengerészgyalogságot, illetve az 56 000 fős haditengerészeti légierőt, valamint a tengeralattjárók személyzetét.
Tevékenysége az utóbbi években egyre feltűnőbbé vált, köszönhetően Kína gazdasági térhódításának. A hadiflottának helyi jelentősége van a Tajvani-szorosnál és a Dél-kínai-tengernél. Kína egy nagy méretű támaszpontot épít nukleáris tengeralattjárói számára Hainannál (Sanya), illetve nemrégiben megépítette első repülőgéphordozóját is, a Liaoningot. A Liaoning (eredeti orosz nevén Varjag) eredetileg szovjet hajó volt, ám gyártása félbeszakadt. A félkész hordozót Kína vásárolta meg és fejezte be, ám még évekbe telhet, mire hadrendbe állíthatják.
Folyamatos fejlesztése nyomán nyugati szakértők azt várják, hogy a jelenlegi, alapvetően még mindig parti flottából hamarosan igazi nyílt tengeri hadiflottává fejlődik.

## Rendszeresített technika
- Liaoning repülőgép-hordozó
- 052C típusú romboló

## Külső hivatkozások
- Kínai tengerészeti repülőgép
- PLAN - Kínai védelem ma
- Globális védelem - Kína
- PLAN